# البسكويت الفلورنسي
البسكويت الفلورنسي (أو بالأصح، الفلورنسي) هو من الحلويات الإيطالية ومكونه من مجموعة من المكسرات ( غالباً من البندق واللوز ) وبالكرز المُحَلّى داخل قرص الكراميل والذي يغطى في كثير من الأحيان بالشوكولاتة من الأسفل.